# Cine Walkyria
El Cine Walkyria va ser una sala d'exhibició cinematogràfica situada al número 38 de la Ronda de Sant Antoni de Barcelona, davant dels magatzems El Barato, fent cantonada amb el carrer Riera Alta.
El cinema Walkyria va obrir l'any 1911 i va funcionar fins entrada la posguerra. El seu aforament era lleugerament superior a les 1000 localitats i era una de les sales de cinema més conegudes i populars dels barris de Sant Antoni i el Raval. Durant els primers anys del seu funcionament, el Walkyria estava gestionat per l'empresa Ideal i es dedicava a oferir programes amb pel·lícules d'estrena. Passada aquesta primera època va passar a formar part de la categoria de reestrena.
El cine Walkyria va tancar les portes amb aquest nom per tal de tornar a obrir el 14 de desembre de 1934 totalment reformat.
Un cop acabada la Guerra Civil, ja a l'any 1940, va veure's forçat a canviar de nom, atès la legalitat imposada pel règim franquista. Així doncs, el cinema Walkyria va passar a anomenar-se Cine Rondas, convertint-se en una sala de reestrena de doble programa en sessió contínua.
El "nou" Cine Rondas es va mantenir obert fins al 31 de març de 1967. Posteriorment al seu tancament, va passar a obrir-se com a teatre amb el nom de Teatre Calderón de la Barca des de 1968 a 1975 i, finalment, reobrí com a cinema amb el nom de Cine Calderón de 31 de març de 1975 a 30 d'abril de 1985.